# Nectandra hirtella
Nectandra hirtella är en lagerväxtart som beskrevs av J.G. Rohwer. Nectandra hirtella ingår i släktet Nectandra och familjen lagerväxter. Inga underarter finns listade i Catalogue of Life.